# Irja Aholainen
Aune Irja Aholainen-Saurola (ursprungligen Saurén), född 27 december 1904 i Helsingfors, död 14 augusti 1994 i Helsingfors, var en finländsk sångerska (sopran).
Aholainen verkade vid Finlands nationalopera 1928–1954 och gav flera solokonserter. 1929 gjorde Aholainen fyra skivinspelningar samt medverkade i två filmer 1936 och 1948. Aholainen tilldelades Pro Finlandia-medaljen 1948. Från 1936 var hon gift med radioteknikern Lauri Saurola.